# Lokes slott

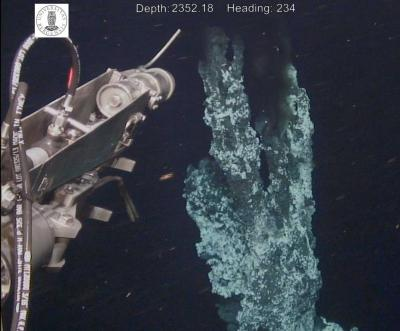
Den översta metern hos en över 13 meter hög hydrotermal öppning i Lokes slott, fotograferad i juli 2008. Till vänster syns armen hos ett fjärrstyrt fordon, i färd med att ta vätskeprov.

Lokes slott (norska: Lokes slott eller Lokeslottet) är ett område med varma källor på den arktiska delen av den Mittatlantiska ryggen, mellan Island och Svalbard. Det är beläget på 2 350 meters djup, på 73 graders nordlig bredd och 300 kilometer väster om Björnön. Lokes slott består av ett område med fem aktiva hydrotermala öppningar. Området upptäcktes 2008 av forskare vid Universitetet i Bergen.
Havsborstmasken Nicomache lokii räknas som en nyckelart i faunan runt de hydrotermala öppningarna i området. Den är dock endast en av över tio nya arter som upptäckts här.
Lokes slott är det nordligaste kända hydrotermala fältet.